# Avenida Emancipación
La avenida Emancipación es una avenida del Damero de Pizarro en el centro histórico de Lima, capital del Perú. Continuando el trazo del jirón Cusco, esta vía se extiende desde el jirón de la Unión hacia el oeste a lo largo de diez cuadras.

## Historia
Parte de la vía que hoy constituye la avenida Emancipación fue tendida por el conquistador Francisco Pizarro cuando fundó la ciudad de Lima el 18 de enero de 1535. Aunque no fue sino hasta el siglo XX, es decir en el periodo del Gobierno Militar, cuando se le dio el nombre que hoy ostenta, ya que anteriormente esta avenida era solo un jirón que en su ampliación se tuvo que demoler varios patrimonios históricos por negligencia de sus alcaldes.
En 1862, al adoptarse la nueva nomenclatura urbana, la vía fue bautizada como jirón Arequipa en honor al Departamento de Arequipa. A inicios del siglo XX se ubicaba en su primera cuadra el Palais Concert, café que congregó entre sus habituales a varios personajes de la vida intelectual limeña de ese entonces como Abraham Valdelomar, José Carlos Mariátegui y César Vallejo.

## Creación de la avenida
A inicios de la década de 1970, durante el gobierno militar de Juan Velasco Alvarado, se ejecutó un plan que consistía en ensanchar el antiguo Jirón Arequipa (o también llamado Riva-Agüero), que hasta entonces era una antigua vía que conservaba su angosta forma desde la época colonial. En 1971, se inicia el trazado de la avenida, demoliendo viejas casonas que estaban ubicadas en la parte norte del jirón.

## Controversia
La controversia más grande durante el trazado de la avenida Emancipación ocurrió en septiembre de 1971, cuando se mandó a demoler la casona republicana de quien fuera el director del diario La Prensa, Pedro Beltrán Espantoso. Vistosa finca que se caracterizaba por dos inmensos balcones de cajón en esquina que se ubicaban hacia los jirones Arequipa y Rufino Torrico. Se dice que la demolición de la casona, más que obedecer al trazado de la naciente avenida, fue por problemas de tipo político. Como muchos recordarán, Pedro Beltrán, quien era defensor del latifundismo, rivalizaba con el General Velasco Alvarado quien a diferencia suya, era un mandatario de tendencia izquierdista y quien había mandado a ejecutar la Reforma Agraria, desde dos años antes. La demolición habría sido una venganza política de Velasco a Beltrán. El histórico balcón de madera, que primero terminó seccionado en un depósito cerca al Puente del Ejército, hay quienes dicen que terminó siendo vendido como leña.
Finalmente, la avenida es inaugurada en 1974, después de finalizar el trazado en el cruce con la Plaza Unión (Mariscal Castilla). En este proceso se demolió parte del antiguo Mercado La Aurora.

## Nombres antiguos de las cuadras de la Avenida Emancipación
Desde la fundación de Lima y hasta 1862, las calles en Lima tenían un nombre por cada cuadra. Así, una misma vía era, en realidad, varias calles. Es por ello, que antes de que la vía fuera llamada jirón Arequipa, cada una de sus 7 cuadras tenía un nombre distinto. Asimismo, se le conoció en la década de los 60 como Jirón de la Riva Agüero.
- Cuadra 1: llamada Minería, ya que en 1786 se estableció en ella el Real Tribunal de Minería.
- Cuadra 2: llamada Mármol de Carvajal por la vivienda del conquistador don Francisco de Carvajal, maestre de campo de Gonzalo Pizarro, quien se rebelara contra el Rey de España y fuera vencido en la Batalla de Jaquijahuana. En condena de su traición, se dispuso salar su solar y poner una lápida infamante de mármol. Posteriormente se le denominó calle Gallos desconociéndose el origen de esta denominación.
- Cuadra 3: llamada San Marcelo por ubicarse en esa calle la Plazuela de la Iglesia de San Marcelo.
- Cuadra 4: llamada Pregonería, porque en esta calle se ubicaba el local de la "Pregonería de la ciudad" que era donde se llevaban adelante las ventas por público remate tanto de propiedades como de mercadería desde el siglo XVI. Al inicio de la cuadra se ubica la Iglesia de San Marcelo y al frente se ubicaba la denominada "Casa de Beltrán" (Pedro Beltrán dueño del antiguo y desaparecido diario La Prensa), último patrimonio histórico subsistente en la Av. Emancipación en ser demolido.
- Cuadra 5: llamada Patos, se desconoce el origen de esa denominación. Aquí se ubica el centenario Mercado de "La Aurora".
- Cuadra 6: llamada Ranchería del Pato por encontrarse luego de la calle de Patos y estar ocupada por modestas viviendas rústicas o rancherías.
- Cuadra 7: llamada Pampilla de Leones, se desconoce el origen de esa denominación.
- Cuadra 8: llamada Huaripampa, se desconoce el origen de esa denominación.
- Cuadra 9: llamada Minas, se desconoce el origen de esa denominación.

## Recorrido
Aunque tiene la misma estructura que el Jirón Cuzco el cual empieza en el jirón de La Unión hasta la Av Abancay, prolongándose hasta los Barrios Altos, La Av Emancipación inicia su recorrido desde el Jirón de la Unión hasta la Plaza Castilla. 
Se observa en la primera Cuadra el tradicional Palais Concert el cual en la actualidad ha sido refraccionada para uso comercial, encontrándose con la departamental Ripley. En la parte del frente se encuentra el Conservatorio Nacional de Música. En esa el cruce con la Avenida Tacna se ve rodeada de negocios de panificación que venden principalmente los turrones de doña Pepa, postre que se comercializa tradicionalmente en el mes de octubre. Todo el recorrido de la vía es eminentemente comercial, actualmente se observan negocios de venta de material médico, biomédico y odontológico. En la vía también se alza la Casa Echenique, que fue residencia de Francisco Carvajal, conocido como "El demonio de los Andes"; en la casa también se alojó Paul Gauguin en su visita a Lima; que toma su nombre del presidente José Rufino Echenique, que fue su propietario.
En la séptima cuadra, esquina con el jirón Angaraes se encuentra la antigua Farmacia Universal.